# Erdély címere

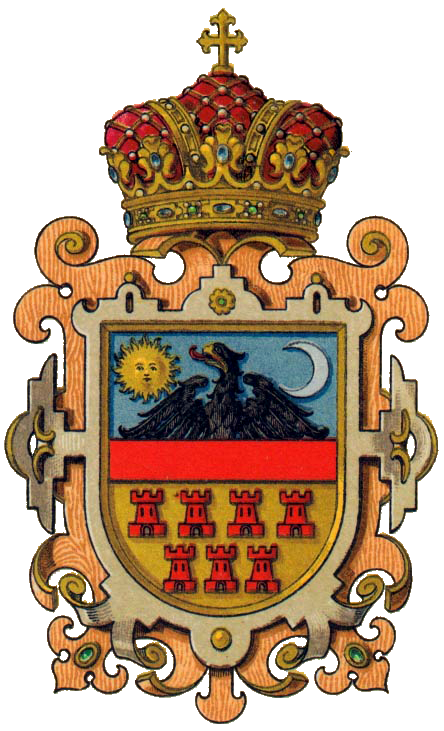
[http://hu.wikibooks.org/wiki/Erd%C3%A9ly_c%C3%ADmere Erdély címere

Az Erdélyi Nagyfejedelemség címere

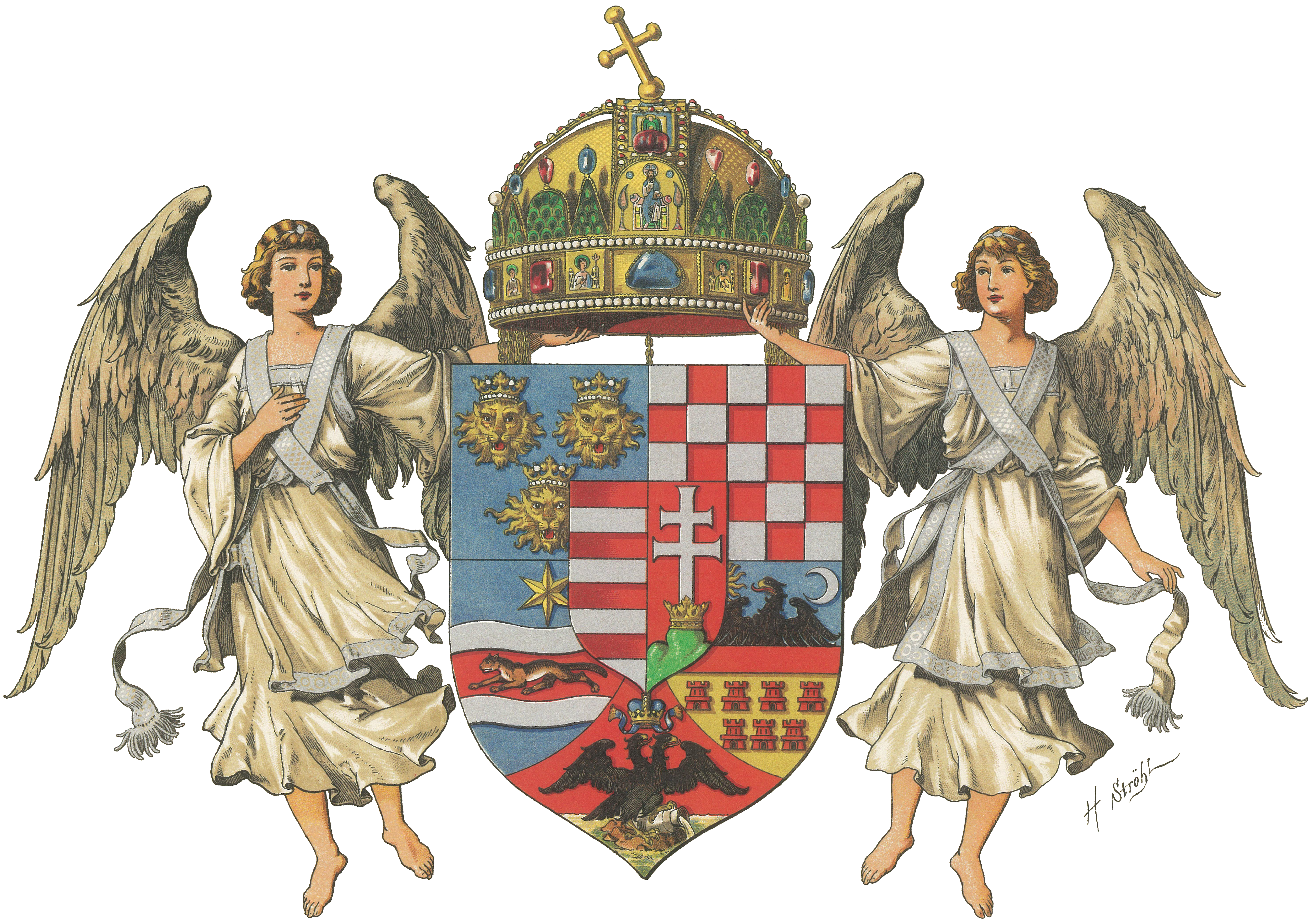
A Magyar Királyság középcímere

Románia címere

Erdély címere az általános magyarázat szerint a három kiváltságos erdélyi nemzet: a magyar, a székely és a szász jelképeit egyesíti. Valószínűleg Báthory Zsigmond uralkodása alatt, 1590-ben alakult ki.
A magyar nemzetet a fekete turulmadár, a székelyeket a nap és a hold, míg a szász székeket (Kőhalom, Medgyes, Nagysink, Sebes, Szeben, Szászváros, Szerdahely) a hét vörös bástya jelezi. E címerelemeket Erdély önálló államisága idején az egyes fejedelmek saját családi címereikkel ötvözve használták. A címerábrák helye sokáig nem állandósult, hanem a pajzson belül vándorolt.
Hivatalosan Mária Terézia adományozta a nagyfejedelemség rangjára emelt Erdélynek 1765-ben. A címermezőt vörös pólya osztja két részre. Fent kék alapon arannyal fegyverzett, vörös nyelvű, vágott fekete sólyom (turul) található, jobbról arany naparctól (ma már csak egyszerű nap), balról ezüst fogyó holdtól kísérve. Alul arany alapon hét vörös bástya fekete kapukkal és 2-2 ablakkal ellátva található két sorban (4+3) elhelyezve.
Az Erdély címerpajzsát kettéosztó vörös sáv először I. Apafi Mihály 1666. évi tallérján jelenik meg, azelőtt sehol sem fordult elő.
Az 1765-ös Mária Terézia-féle címeren a pajzsot fejedelmi korona fedi. Két oldalán allegorikus nőalakok kísérik, jobbról az igazságosság, balról a bőség, a jutalom szimbólumai. Ezek – miután Erdély 1848-ban egyesült az anyaországgal – már nincsenek használatban.
A címer fellelhető beépítve a magyar középcímeren (1867 után), továbbá Románia mai címerén is.